# トリプルベンドインビテーショナルハンデキャップ
トリプルベンドインビテーショナルハンデキャップ（Triple Bend Invitational Handicap）は、アメリカ合衆国のサンタアニタパーク競馬場にて開催される競馬の競走である。トリプルベンド招待ハンデキャップと表記されることもある。

## 概要
グレード制ではGIIに類される。ダート7ハロンで施行され、出走条件は3歳以上。賞金総額は30万ドル。2003年よりGIに格上げされた。おもに西海岸を拠点とする有力馬が多く集まる。2019年よりGIIに、2025年からはGIIIにそれぞれ降格されている。
2020年は新型コロナウイルス感染拡大の影響で6月に順延開催される。

## 近年の勝ち馬
- 2025 -	Nysos
- 2024 -	Happy Jack
- 2023 -	Spirit of Makena
- 2022 -	American Theorem
- 2021 - Magic On Tap
- 2020 - McKinzie
- 2019 - Air Strike
- 2018 - City of Light
- 2017 - Denman's Call
- 2016 - Lord Nelson
- 2015 - Masochistic
- 2014 - Declassify
- 2013 - Centralinteligence
- 2012 - Camp Victory
- 2011 - Smiling Tiger
- 2010 - E Z's Gentleman
- 2009 - Zensational
- 2008 - Street Boss
- 2007 - Bilo
- 2006 - Siren Lure
- 2005 - Unfurl the Flag
- 2004 - Pohave
- 2003 - Joey Franco